# Eurodryas obscurata
Eurodryas obscurata är en fjärilsart som beskrevs av Leon Konstantinovich Krulikovsky 1890. Eurodryas obscurata ingår i släktet Eurodryas och familjen praktfjärilar. Inga underarter finns listade i Catalogue of Life.